# Hautes-Mynes du Thillot
Les Hautes-Mynes  ou mines du Thillot sont un ancien site minier d'extraction de minerai de cuivre classé monument historique situé dans la montagne bordant au Sud la Haute Vallée de la Moselle, dans la commune du Thillot, dans l'actuel département français des Vosges. Le site fut exploité par les ducs de Lorraine entre 1560 et 1761.

## Repères historiques
D'après les sources écrites et les résultats des fouilles archéologiques, l’histoire des mines de la Haute Vallée de la Moselle débute en 1550. L'exploitation de filons d'argent se fait alors de manière pionnière dans les montagnes de Bussang et de Fresse-sur-Moselle. En 1560, une fonderie est construite à Saint-Maurice, à proximité des grandes forêts où est produit le charbon de bois nécessaire à la fonte des minerais. Cette aventure de l'argent est sur le déclin en 1580, lorsque Montaigne, alors sur le chemin de l'Italie, visite l'une des mines d'argent de Bussang (alors orthographié Bossan).
Dans la montagne du Thillot, la production de cuivre commence en 1560 et prend un essor remarquable. Des mines sont ouvertes en grand nombre sur le versant nord (lorrain) des montagnes surplombant la rive sud de la Moselle et la richesse des filons et le savoir-faire des mineurs engendrent une activité minière qui atteint son apogée au XVIIe siècle et perdure jusqu'en 1761. 
Des mines ont par ailleurs été exploitées dans les mêmes époques, voire antérieurement, sur le versant sud (franc-comtois) de ces mêmes montagnes par les bourguignons, en particulier à Château Lambert, dont les galeries sont parfois très proches de celles des mines du Thillot.
Les récentes recherches archéologiques réalisées par l’association SESAM (Société d’Études et de Sauvegarde des Anciennes Mines) ont permis de mettre en évidence les spécificités de l'exploitation du site, concernant en particulier les techniques de percement de la roche et l'utilisation de machines hydrauliques. Les mines du Thillot furent notamment, à l’échelle européenne, le premier lieu d’utilisation de la poudre noire, technique révolutionnaire d’extraction du minerai à l’explosif.

## Géologie et minéralogie

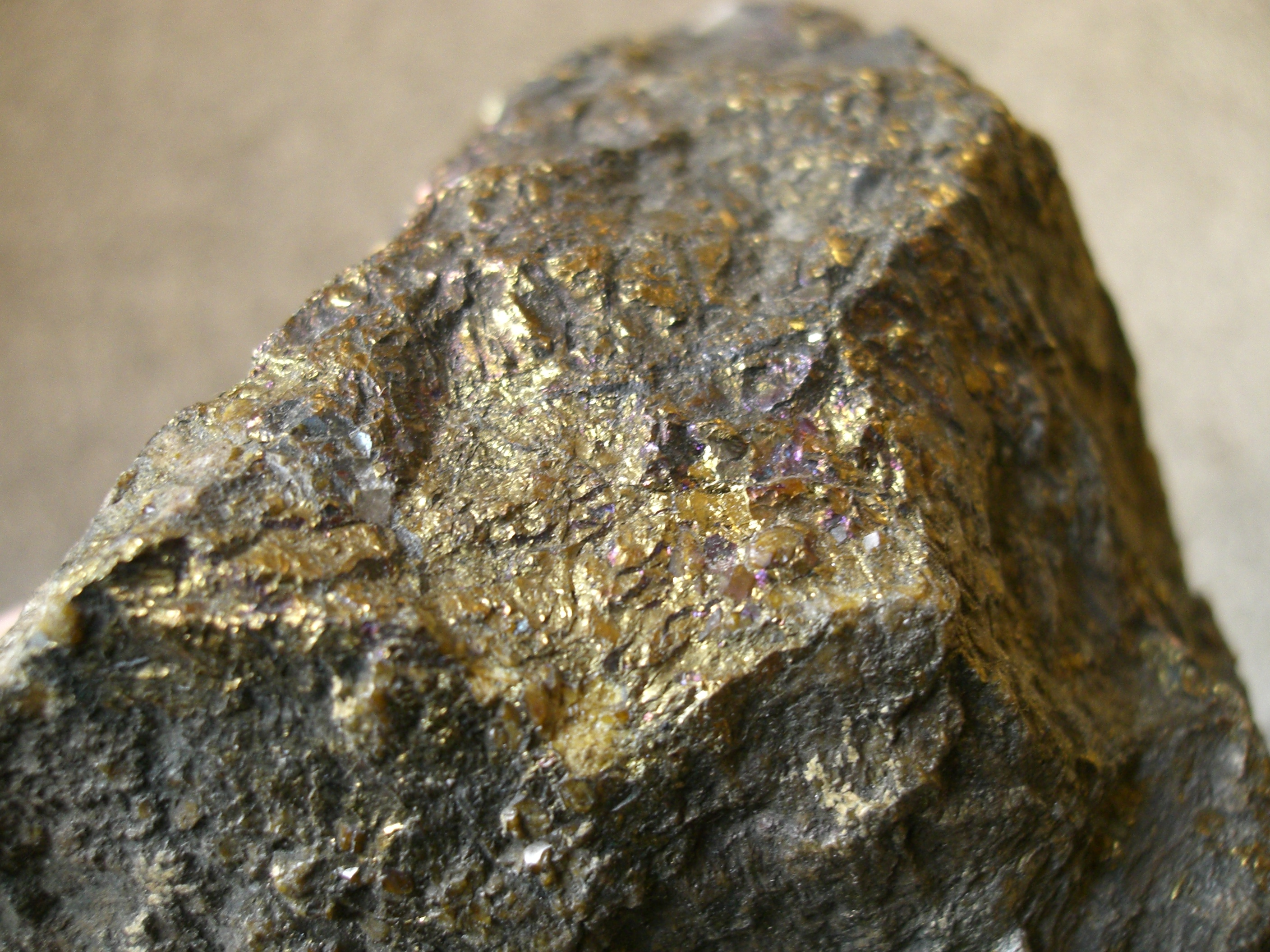
Chalcopyrite.

Les filons exploités au Thillot offrent un remplissage polyphasé. Le premier dépôt est de nature pegmatitique, formé par la cristallisation – vers la fin de l'histoire d'un granite – d'un liquide magmatique résiduel riche en gaz : du feldspath potassique en très gros cristaux caractérise cette phase et est accompagné de sulfures métalliques. Vient ensuite, la température allant décroissant, un stade hydrothermal de moyenne température : il s'agit d'un dépôt de quartz et de sulfures de cuivre et de molybdène. Il y a enfin des phénomènes de concentration secondaire de sulfure de cuivre à haute teneur.

## Paysage minier
Par leur travail d'extraction des roches et des minerais, les mineurs ont durablement modifié le paysage en bouleversant la surface du sol par des excavations et par des accumulations de roches dépourvues de minerai, les haldes, mais également par la création de chemins, par le déboisement et le choix de peuplement forestier propre à la production de charbon de bois, par le détournement de la circulation de l'eau, la création d'étangs et de canalisations permettant le fonctionnement de pompes hydrauliques et de bocard.

## Techniques de percement

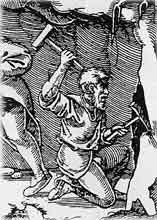
Technique « pointerolle-marteau » (Georgius Agricola).

Les mines du Thillot constituent un lieu privilégié pour l'étude des techniques de percement de mines entre le XVIe et le XVIIIe siècles.
Trois grandes techniques peuvent être mises en avant : 
- technique de percement à la pointerolle et au marteau ;
- technique d'abattage au feu utilisée lorsque la roche présente une trop grande dureté ;
- technique de la poudre noire dès 1617.

Cette date précoce de 1617, attestée par les archives,, fait des mines du Thillot, au regard des recherches actuelles, le premier lieu en Europe d'utilisation systématique de la poudre noire en mine. L’apparition technique de cette méthode était jusqu'alors attribuée au mines slovaques de Banská Štiavnica en 1627.

## Valorisation touristique
Le site touristique municipal des Hautes-Mynes est né de la valorisation de ce patrimoine minier.
Dans la montagne, le réseau souterrain, en partie classé monument historique (classement et inscription en 1995), présente à travers la visite de trois galeries toute l’ingéniosité des mineurs de la Renaissance pour percer la roche et extraire ainsi le minerai de cuivre.
La Maison des Hautes-Mynes, installée dans la vallée, dans l'ancienne gare du Thillot, complète la visite du site minier. Un ensemble de pompage du XVIIIe siècle, remis au jour par l’archéologie, constitue le point d’orgue d’un espace muséographique où panneaux, maquettes et matériel archéologique offrent à découvrir un pan méconnu de l’histoire lorraine.

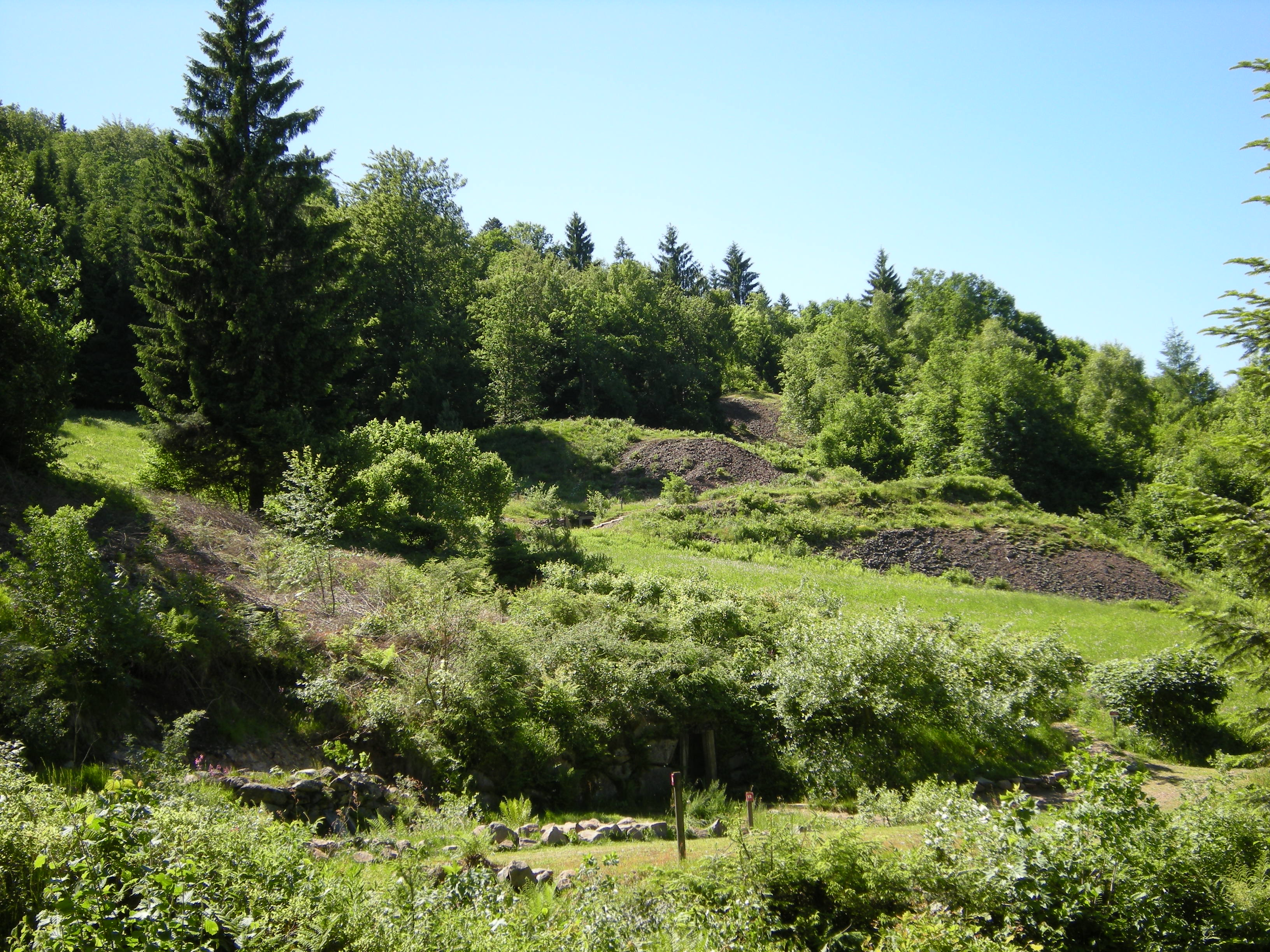
Paysage minier.
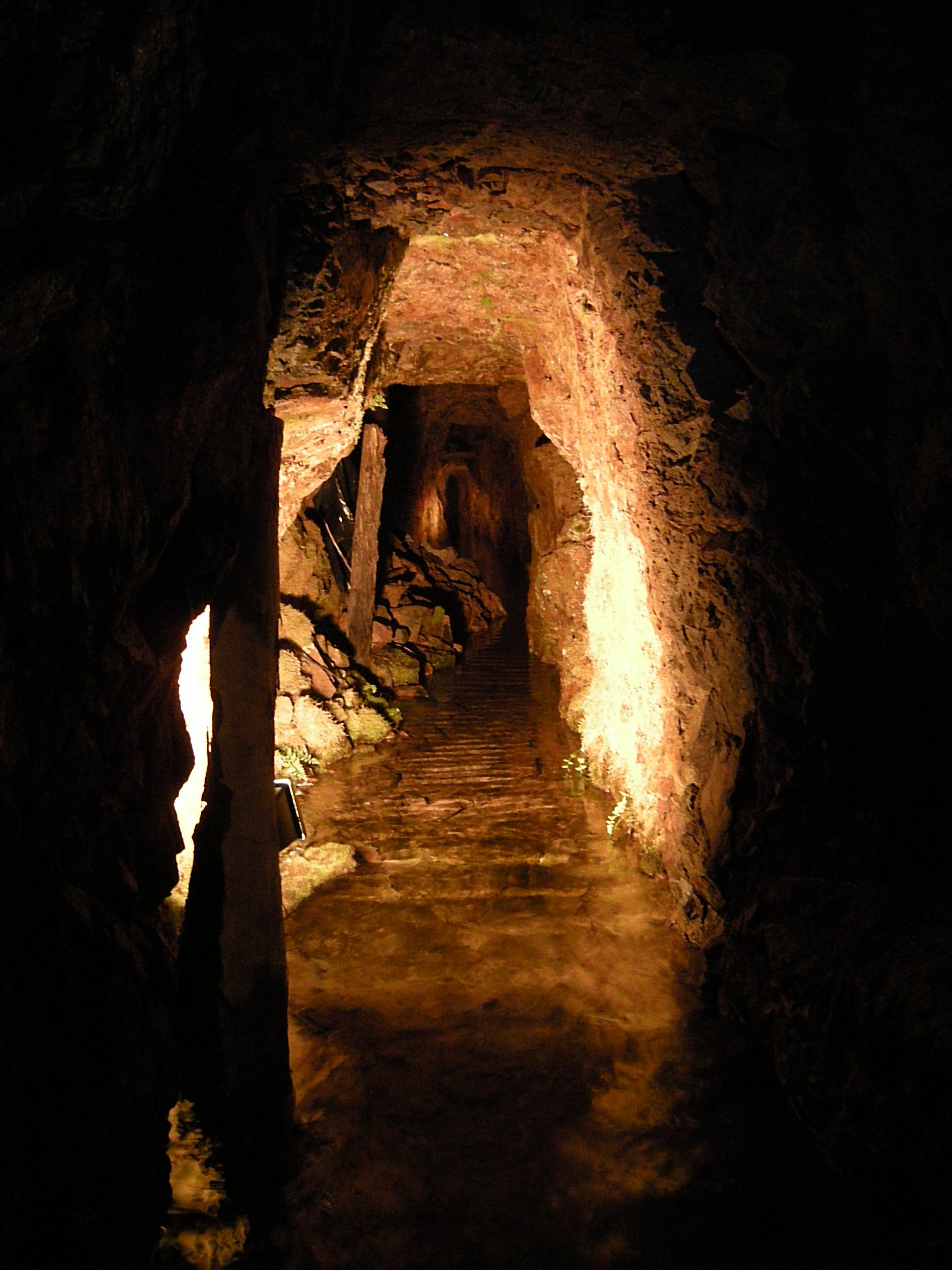
Galerie Saint-Charles.
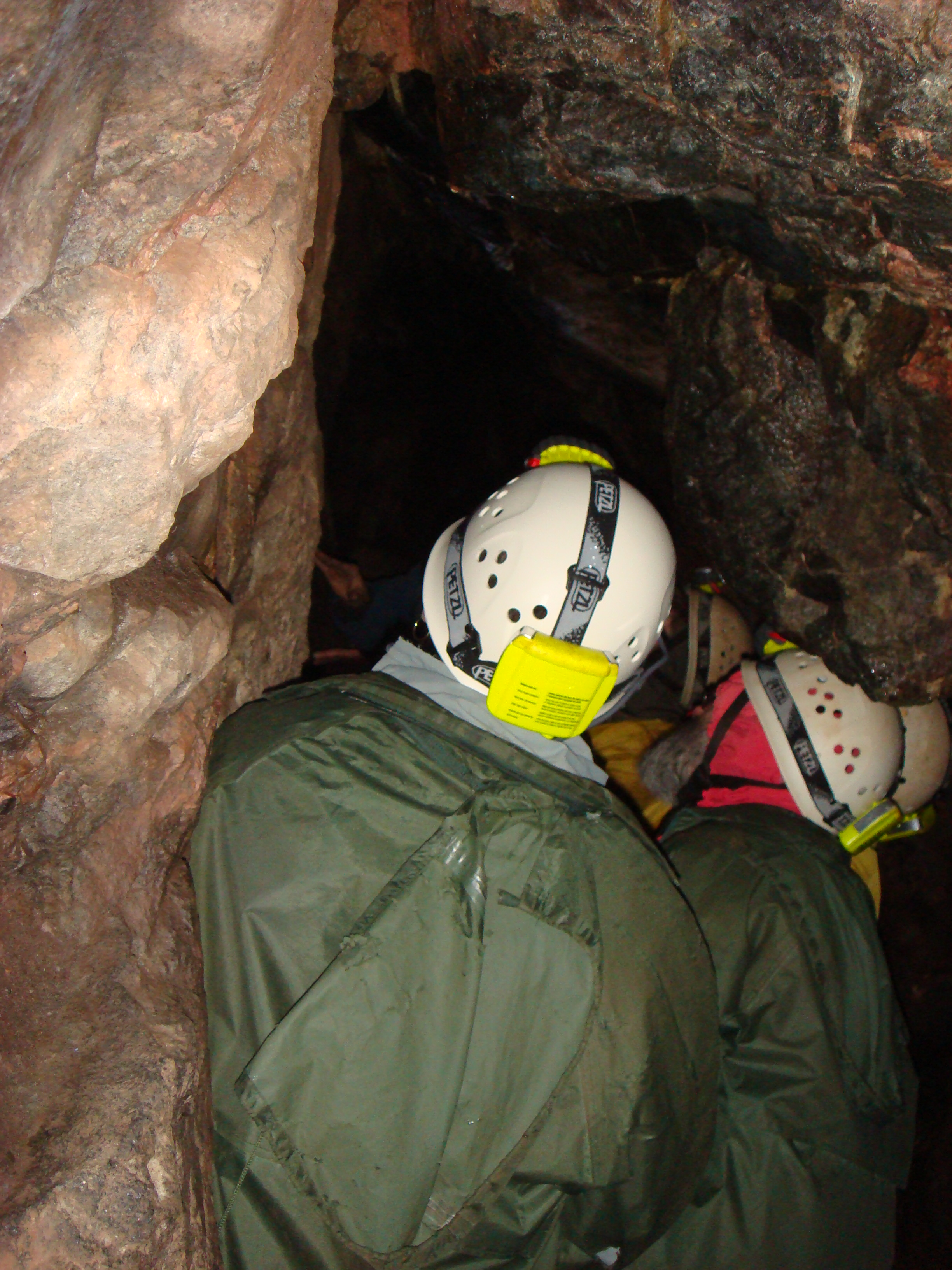
Galerie de la Rouge-Montagne.
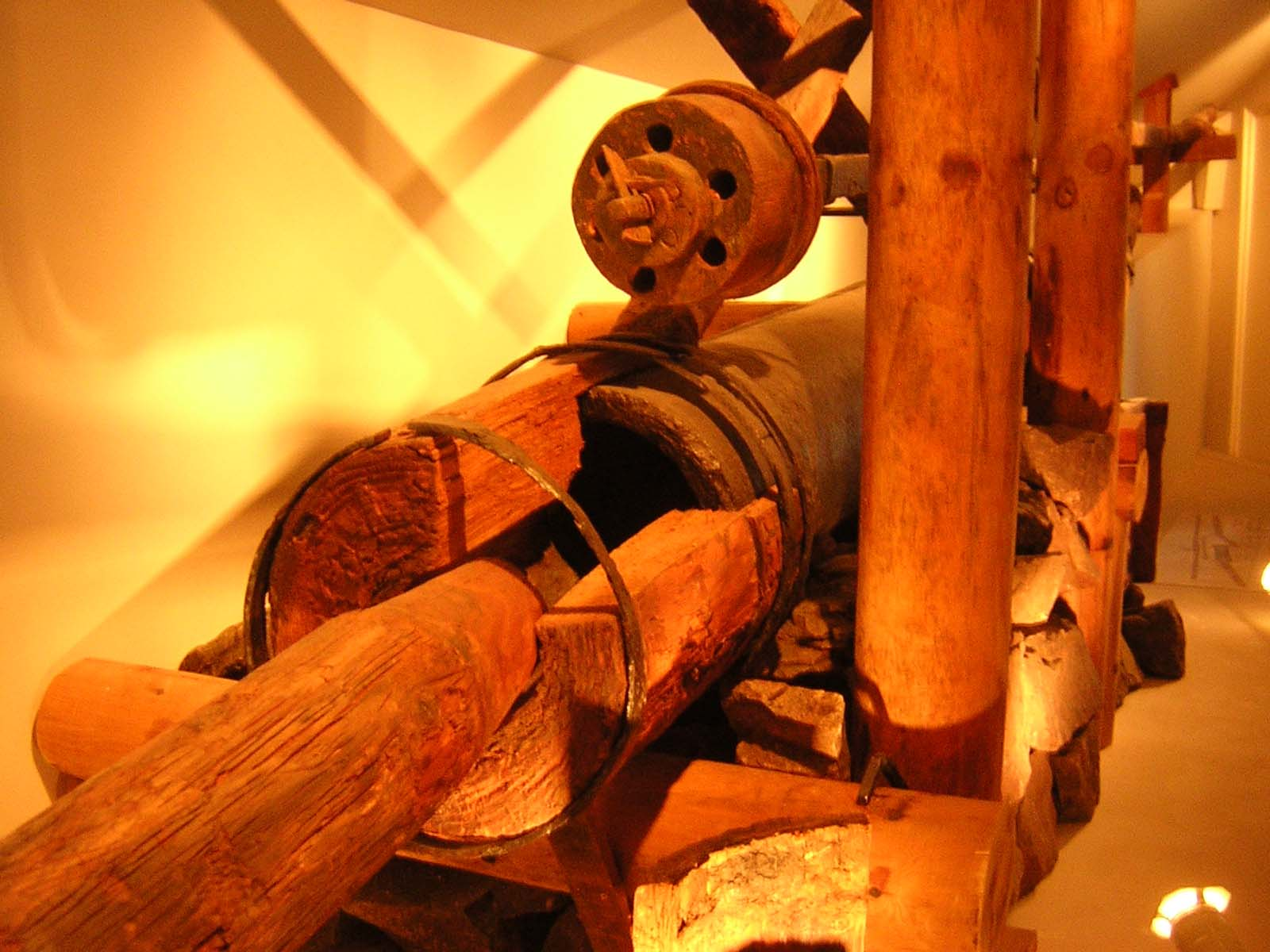
Pompe du XVIIIe siècle.